# Carl Jyllermark
Carl Magnus Gustav Jyllermark, född 16 oktober 1978 i Norrköpings Sankt Johannes församling, Östergötlands län, är en svensk präst.

## Biografi
Carl Jyllermark föddes 1978 i Norrköping. Han är sedan 9 januari 2023 kyrkoherde i Slaka-Nykils pastorat. Jyllermark blev 1 februari 2025 kontraktsprost för Östgötabygdens kontrakt och efterträdde Ulf Hjertman.